# Jugement supplétif
Le jugement supplétif est une décision d'un tribunal qui demande une transcription lorsque celle-ci est inexistante, voire dans quelques cas perdue ou détruite.
Parmi les applications, on peut citer :
- l'attribution d'une date de naissance à une personne qui ne connait pas avec précision sa vraie date de naissance. Le jugement supplétif permet ensuite de faire enregistrer la naissance sur l'État Civil : il s'agit d'un "supplétif d'acte de naissance" ;

- éventuellement des mairies qui ont eu leurs archives perdues ou détruites (mais il n'y a pas de caractère obligatoire);

- le cas d'un décès accidentel d'une personne dont le corps n'a pas été retrouvé. Le jugement supplétif peut demander à dresser l'acte de décès : il s'agit d'un "supplétif d'acte de décès" ;

- dans des cas encore plus rares mais toujours prévus par la loi, un jugement peut suppléer au consentement de quelqu'un.

Les actes comportent la mention du jugement supplétif, et son numéro.

## En France
Si les naissances ne sont pas déclarées dans les 5 jours qui suivent, alors un jugement supplétif est nécessaire pour demander l'écriture tardive dans les registres d'état civil.
En cas de destruction d'archives d'état civil, il n'est pas obligatoire de demander un jugement supplétif pour créer un nouvel acte : les preuves émanant des registres et papiers des pères et mères décédés, et par témoins suffisent (article 46 du Code civil).
Code civil français, articles : 55, 88, 219 et 1426.

## Dans plusieurs pays africains
À titre d'exemple (liste non exhaustive), au Cameroun, au Congo-Kinshasa, au Togo,au Gabon les naissances doivent être déclarées avant un mois (dans un délai de 90 jours pour le Cameroun). Au-delà, un jugement supplétif est nécessaire.
Au Sénégal, une naissance déclarée entre 1 mois et un an comporte la mention "déclaration tardive" sur l'acte. Au-delà d'un an, le jugement supplétif est nécessaire.
En Guinée, l'acte de naissance n'est plus délivré aux adultes. Un jugement supplétif est nécessaire sous présentation d'une pièce d'identité.